# Kaplica Podwyższenia Krzyża Świętego w Żywcu
Kaplica Podwyższenia Krzyża Świętego w Żywcu – kaplica w Żywcu, w parafii Chrystusa Króla, w dzielnicy Sporysz.
Mieszkańcy Sporysza należeli do parafii Narodzenia Najświętszej Marii Panny w Żywcu. W 1931 r. w kościele Narodzenia Najświętszej Maryi Panny znajdujący się w ołtarzu bocznym XV-wieczny krzyż przeniesiono pod emporę, z czym nie chciała się pogodzić część mieszkańców wsi Sporysz. Postanowiono, za zgodą proboszcza Jana Satke, o przeniesieniu krzyża do kaplicy położonej na terenie wsi, za Mostem Sporyskim. Kaplica okazała się jednak zbyt mała, nie było też możliwości jej powiększenia. Zdecydowano więc o budowie nowej kaplicy, położonej obok Fabryki Śrub, w części miejscowości o nazwie Obszar.
Budowa nowej kaplicy spotkała się z niechęcią części mieszkańców, którzy doprowadzili do budowy kolejnej, pod wezwaniem Podwyższenia Krzyża Świętego, położonej po drugiej stronie rzeki.
Krzyż znajdował się w ołtarzu w Żywcu w otoczeniu czterech rzeźb pochodzących z ok. 1780 r., które przedstawiały Marię, Marię Magdalenę, św. Jana oraz Salome. Posągi te po demontażu z ołtarza konkatedry zostały przeniesione tymczasowo do kościoła w Juszczynie.
Kaplica przy obecnej ul. Sporyskiej powstała w latach 1936–1938. Została ona wybudowana w pobliżu starszej świątyni, pochodzącej z drugiej połowy XIX wieku.
Uroczystość poświęcenia obiektu miała miejsce 27 sierpnia 1939 r.
Po oddaniu kaplicy do użytku wiernych umieszczono w niej krucyfiks oraz rzeźby z Juszczyny, które zamontowano we wnękach w ścianach świątyni.
Po II wojnie światowej dokonano rozbiórki sąsiedniej, starszej kaplicy.
Obok kaplicy znajduje się kamienna figura Jezusa upadającego pod krzyżem, pochodząca z XVIII wieku. Wcześniej znajdowała się ona w kaplicy położonej przy ul. Komorowskich, zburzonej podczas II wojny światowej.